# Ferrovia Foggia-Potenza
La ferrovia Foggia-Potenza è una linea ferroviaria italiana di proprietà statale che collega Foggia, in Puglia, a Potenza, capoluogo della Basilicata. È gestita da Rete Ferroviaria Italiana (RFI). Attraversa alcuni centri abitati, tra cui Melfi e Rionero in Vulture e alcuni nodi ferroviari come le stazioni di Cervaro, Rocchetta Sant'Antonio-Lacedonia, e Avigliano Lucania. Sono in corso lavori di potenziamento tecnologico dell'infrastruttura per velocizzare i tempi in entrata e di uscita dalle stazioni e l'attrezzaggio della trazione elettrica.

## Storia

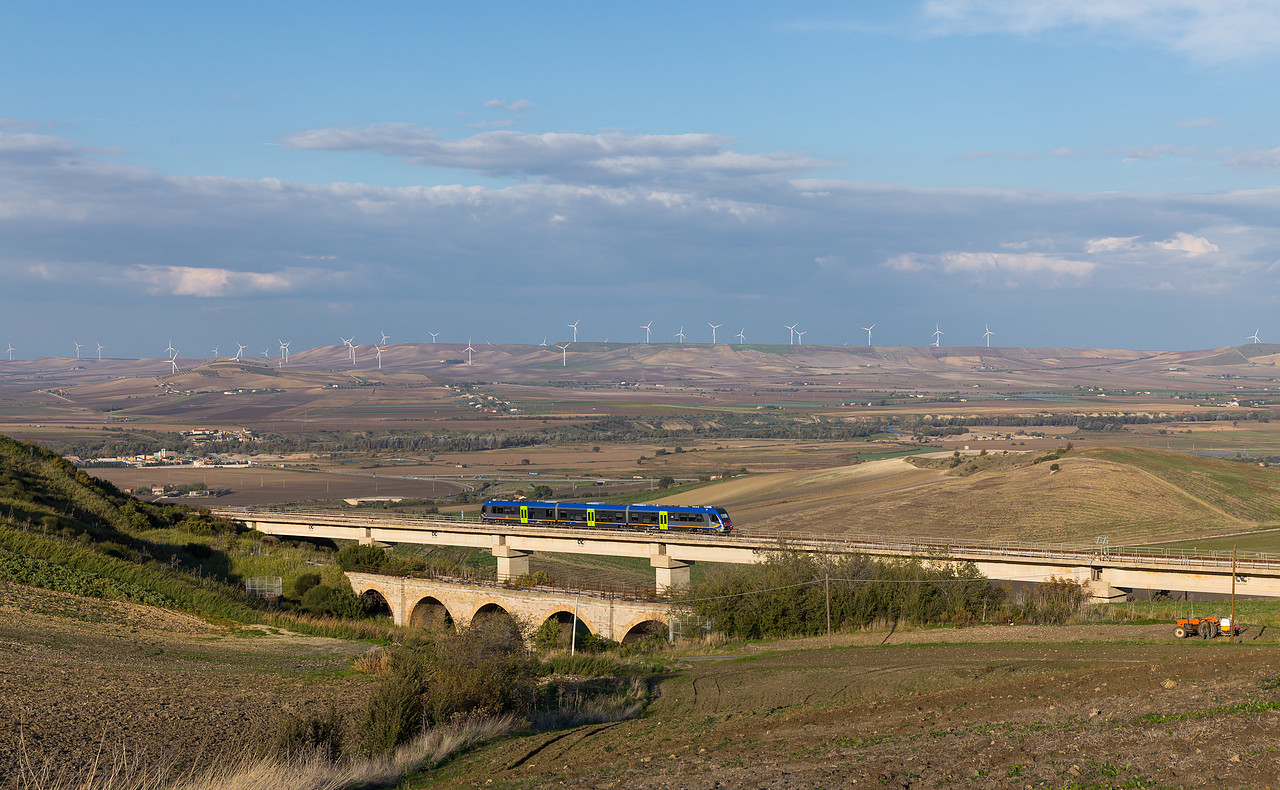
Autotreno ATR 220 nel territorio comunale di Melfi (2016)

| Tratta                         | Inaugurazione     |
| ------------------------------ | ----------------- |
| Foggia–Cervaro                 | 27 gennaio 1867   |
| Cervaro–Candela                | 15 maggio 1868    |
| Candela–Rocchetta Sant'Antonio | 1º marzo 1884     |
| Rocchetta Sant'Antonio–Rionero | 10 agosto 1892    |
| Rionero–Potenza                | 18 settembre 1897 |

## Caratteristiche
| Continuation backward |

| Unknown route-map component "CONTgq" | Unknown route-map component "ABZg+r" |  |

| Station on track |

|  | Unknown route-map component "ABZgl" | Unknown route-map component "CONTfq" |

| Unknown route-map component "c" |  | Unknown route-map component "ABZgl" + Unknown route-map component "kSTRc2" | Unknown route-map component "kABZq+3" | Unknown route-map component "cCONTfq" |

| Unknown route-map component "kABZg+1" |

| Non-passenger station/depot on track |

| Unknown route-map component "CONTgq" | Unknown route-map component "ABZgr" |  |

| Unknown route-map component "eBHF" |

| Unknown route-map component "exCONTgq" | Unknown route-map component "eABZgr" |  |

| Small bridge over water |

| Small non-passenger station on track |

| Unknown route-map component "hKRZWae" |

| Station on track |

| Station on track |

| Unknown route-map component "SKRZ-Au" |

| Station on track |

| Unknown route-map component "eHST" |

| Station on track |

| Unknown route-map component "KRW+l" | Unknown route-map component "KRWgr" |  |

| Unknown route-map component "hKRZWae+GRZq" | Unknown route-map component "hKRZWae+GRZq" |  |

| Unknown route-map component "CONTr+g" | Unknown route-map component "ABZgl" | Unknown route-map component "CONTfq" |

| Non-passenger station/depot on track |

| Enter and exit tunnel |

| Station on track |

| Unknown route-map component "eHST" |

| Stop on track |

| Station on track |

| Station on track |

| Stop on track |

| Station on track |

| Unknown route-map component "hKRZWae" |

| Stop on track |

| Enter and exit tunnel |

| Stop on track |

| Enter and exit tunnel |

| Unknown route-map component "CONTgq" | Unknown route-map component "KRZu" | Unknown route-map component "STR+r" |

|  | Unknown route-map component "BHF-L" | Unknown route-map component "BHF-R" |

| Unknown route-map component "+c" | Unknown route-map component "STR+c2" | Unknown route-map component "ABZ3l" | Unknown route-map component "cCONTfq" |

|  | Unknown route-map component "ABZg+1" | Unknown route-map component "STRc4" |

| Stop on track |

| Non-passenger station/depot on track |

| Enter and exit tunnel |

| Stop on track |

| Unknown route-map component "STRc2" | Unknown route-map component "ABZg3" |  |

| Unknown route-map component "BHF+1" + Unknown route-map component "HUBaq" | Station on track + Unknown route-map component "STRc4" + Unknown route-map component "HUBeq" |  |

| Unknown route-map component "LSTR" | Stop on track |  |

| Unknown route-map component "LSTR" | Unknown route-map component "ABZg+l" | Unknown route-map component "CONTfq" |

| Stop on track + Unknown route-map component "HUBaq" | Station on track + Unknown route-map component "HUBeq" |  |

| Unknown route-map component "CONTr+g" | Straight track |  |

| Continuation forward |

La ferrovia è a binario unico e a trazione termica in corso di elettrificazione.

## Traffico
La linea è servita da treni regionali operati da Trenitalia nell'ambito del contratto di servizio regionale. Viene svolto anche il servizio merci (tratto compreso tra Foggia e San Nicola di Melfi da e per lo Stabilimento Fiat di Melfi, sia da Mercitalia che da TUA. In considerazione del fatto che la tratta non è elettrificata, occorre la trazione termica dallo stabilimento produttivo, fino allo scalo pugliese.